# Plectranthias whiteheadi
Plectranthias chungchowensis là một loài cá thuộc họ Serranidae. Nó là loài đặc hữu của Đài Loan.